# شینگاک-کول
شینگاک-کول (انگلیسی: Shingak-Kul) یک شهرک در شهرستان چیشمینسکی در استان باشقیرستان کشور روسیه است.